# Paralysed
Paralysed är en EP av svenska gruppen Sunday Sound från 2009.
EP:n är uppföljare till bandets debut Drama Queen, och den andra utgåvan att släppas på gruppens eget skivbolag Checoban Music. 
Även denna gång försökte bandet vara nyskapande vid marknadsföring av skivsläppet genom att låta fans skriva till bandet via deras sida på Myspace och berätta sina mörkaste hemligheter. Gensvaret blev enormt och resulterade i spåret Silence som handlar om en kvinna som döljer för vänner och familj att hennes partner sitter i fängelse. 

## Låtlista
1. Dedicated
2. Silence
3. Photogenic
4. Paralysed